# Fachverband Deutsch als Fremdsprache
Der Fachverband Deutsch als Fremdsprache (FaDaF) wurde am 7. September 1989 gegründet. Er ist eine Interessenvertretung für DaF-Lernende, DaF-Lehrende und DaF-Institute. Sein Sitz ist in Bonn.

## Geschichte
Der Verband wurde zwei Monate vor dem Mauerfall gegründet. Kontakt und Austausch mit Personen in der ehemaligen DDR, die im Bereich Deutsch als Fremdsprache tätig waren, wurden möglich, so dass sich neue Horizonte und Möglichkeiten eröffneten. Die Lernorganisation und DaF-Vermittlung waren dort weiter vorangeschritten, was sich zum Beispiel an den im Curriculum geregelten DaF-Kursen und Prüfungen für ausländische Studierende zeigte. Außerdem waren Lehre und Forschung schon enger verzahnt und die Vermittlung und Erforschung von Fachsprachen weiter fortgeschritten. Der Fachverband öffnete sich zur Zeit der Gründung auch für außeruniversitäre und kommerzielle Anbieter. Des Weiteren wurde er 1993 Mitglied des Internationalen Deutschlehrerverbandes (IDV). 1992/93 wurde eine permanente Geschäftsstelle in Münster eingerichtet, die sich mittlerweile an der Universität Göttingen befindet. Der Verband bestand zu Beginn der Gründung aus 150 Mitgliedern, im Jahr 2010 zählte er ca. 800 Mitglieder. Er war maßgebend an der Entwicklung der Deutschen Sprachprüfung für den Hochschulzugang (DSH), der Erarbeitung des Handbuchs und der Prüfungssets für zentrale DSH-Prüfungen beteiligt.

## Ziele und Aufgaben
Der Fachverband fördert das Erlernen der deutschen Sprache und den interkulturellen Austausch. Er kümmert sich um die Belange des Faches DaF und der darin tätigen Personen. Des Weiteren setzt er sich für die Aus- und Fortbildung von Lehrkräften ein und fördert wissenschaftlichen Nachwuchs für Deutsch als Fremd- und Zweitsprache. Der Verband möchte ausländische Studierende und Wissenschaftler an deutschen Hochschulen sprachlich, sozial und fachlich integrieren. Ebenso fördert er die sprachliche, berufliche und soziale Integration von Migranten. Zu seinen Zielsetzungen gehört auch die Unterstützung der Auslandsgermanistik.
Die Aufgaben liegen sowohl im universitären als auch im außeruniversitären Bereich. Zu den weiteren Aufgabenbereichen gehören: der Austausch zwischen DaF-Institutionen auf Regionalebene, die Mitarbeit in Projekten im europäischen Rahmen und die Förderung von Forschung und Forschungsprojekten. Der Fachverband informiert über Forschungsprojekte in DaF, organisiert Drittmittel und initiiert neue Projekte. Regelmäßige Tagungen und Kongresse dienen dem Informationsaustausch und der Diskussion über fachdidaktische, fachwissenschaftliche und hochschulpolitische Positionen.
Im Zusammenhang mit dem Bologna-Prozess und der Umstrukturierung der Studiengänge in Bachelor- und Masterstudiengänge, nahm der FaDaF 2004 die  Diskussion zum Umstrukturierungsprozess im Fach DaF auf und begleitet diese wissenschaftlich. Anfang 2005 wurde das Forschungsprojekt "Studienstrukturreform und Kerncurricula in Deutsch als Fremdsprache" ins Leben gerufen. Ziel dieses Projektes war es, die aktuelle Lage und die Umstrukturierungspläne der Studiengänge in Europa aufzuarbeiten. Es wurde ein "Grundsatzpapier zur curricularen Basis der BA/MA-Studiengänge Deutsch als Fremdsprache" entwickelt. Der Verband ist Mitherausgeber der Fachzeitschrift Informationen Deutsch als Fremdsprache (Info DaF).
Die Ziele und Aufgaben des Fachverbandes sind in der Vereinssatzung vom 22. Mai 2008 festgehalten.

## Organisation
Die Organe des Fachverbandes für Deutsch als Fremdsprache sind die Mitgliederversammlung, der Beirat und der Vorstand. Die Mitgliederversammlung trifft sich einmal im Jahr, zumeist zur Jahrestagung Deutsch als Fremdsprache, die vom FaDaF organisiert wird. Mitglied können alle ("juristischen und natürlichen") Personen werden, die Interesse an dem Fach Deutsch als Fremdsprache und an der Arbeit des Fachverbandes haben.
Die Vorstandsmitglieder übernehmen Tätigkeiten in universitären und außeruniversitären Institutionen, in denen der Bereich Deutsch als Fremdsprache vertreten ist. Zu den Aufgaben gehören u. a. die inhaltliche Programmplanung des Vereins und die Durchführung von Aufträgen der Mitgliederversammlung. Der Vorstand besteht aus sieben Mitgliedern, die für zwei Jahre von der Mitgliederversammlung gewählt werden. Die höchstens acht Mitglieder des Beirats beraten den Fachverband in wissenschaftlichen und institutionellen Fragen.